# Walter Castor
Walter Castor — чехословацкий поршневой 7-цилиндровый авиадвигатель воздушного охлаждения, разработанный и выпускавшийся компанией Walter с конца 1920-х годов. Его дальнейшим развитием стали более мощные Castor II (1932) и Castor III (1934). В 1937-38 годах была разработана 9-цилиндровая модификация Super Castor.

## Модификации
- Castor – первая серийная версия; 240 л.с. (177 кВт) на 1750 об/мин
- Castor II – 260 л.с. (191 кВт) на 1800 об/мин
  - Castor IIR – Castor II, оснащённый редуктором, 280 л.с. на 1800 об/мин
- Castor III (1934) – 280 л.с.

## Применение

### Чехословакия
- Aero A.35
- Aero A.304 (Super Castor)
- Avia B-122 (один прототип)
- лицензионный Fokker F.VIIb-3m (21 экземпляр)
- Letov Š-28 (первый прототип)

### Великобритания
- Airspeed Envoy AS.6E — Castor II

### Германия
- Dornier Do K3 (последний из трёх экземпляров, 1929)
- Fieseler F 1 Tigerschwalbe

### Австрия
- Hopfner HV-6/28 (единственный экземпляр, 1929)

### Югославия
- Физир Ф1Г-Кастор (1 прототип в 1931 году)
- Рогожарски АЖР (единственный экземпляр, 1930-37)

### Италия
- Breda Ba.19
- Breda Ba.25
- Caproni Ca.101 (несколько машин)
- Caproni Ca.113 (один прототип, победа в гонках Cleveland Air Races 1931)
- Savoia-Marchetti S.71 (первые 4 экземпляра)

### Болгария
- Капрони Български КБ-3 Чучулига I (Castor II)

## Сохранившиеся двигатели
Один двигатель Walter Castor III находится в экспозиции Пражского авиамузея (на фото)